# William Ellis
William Wade  Ellis (1747-1810) fue un médico, pintor, naturalista, y explorador británico.
Segundo cirujano en el tercer viaje de Cook (1776-1780), participando con el ilustrador oficial John Webber en la iconografía de la expedición, en especial de las islas Kerguelen, de Tasmania, Tonga, Tahití, Alaska, península de Kamchatka.
Los dos artistas pintaron todo lo que pudieron, y son sin duda, la fuente del primer estudio etnográfico del Pacífico.

## Algunas publicaciones
- 1748. An authentic narrative of a voyage performed by Captain Cook and Captain Clerke, in His Majesty's ships Resolution and Discovery during the years 1776, 1777, 1778, 1779 and 1780 ; ... Ed. Robinson. 358 pp. Reimpreso 2010, BiblioBazaar. 394 pp. ISBN 1144426308